# Lasioglossum pellitosinum
Lasioglossum pellitosinum är en biart som först beskrevs av Cockerell 1946.  Lasioglossum pellitosinum ingår i släktet smalbin, och familjen vägbin. Inga underarter finns listade i Catalogue of Life.